# 新潟県立糸魚川高等学校
新潟県立糸魚川高等学校（にいがたけんりつ いといがわこうとうがっこう,Niigata Prefectural Itoigawa Senior High School）は、新潟県糸魚川市に所在する県立高等学校である。愛称は「糸高」。

## 沿革

### 経緯
1903年に新潟県立高田中学校（現・新潟県立高田高等学校）の分校を糸魚川に設置する許可がおり、1906年に西頸城郡糸魚川町大字寺町（現：新潟県糸魚川市大字寺町）に仮校舎を建て、授業を開始した。その後旧制の県立糸魚川中学校として独立し、戦後の学制改革で糸魚川高等学校となった。一方、糸魚川には糸魚川高等女学校が戦後改称した糸魚川女子高等学校があったが、1950年に両校は統合し、あらたに男女共学の糸魚川高等学校となった。

### 年表

#### 糸魚川高等学校
個別に出典が提示されている箇所を除いた出典→
- 1903年8月20日 - 新潟県から新潟県立高田中学校（現・新潟県立高田高等学校）糸魚川分校の設置許可がおりる。
- 1906年
  - 2月2日 - 同年4月からの開校許可が下りる[2]。
  - 4月19日 - 新潟県立高田中学校糸魚川分校として開校。寺町に仮校舎を置く[3]。
- 1907年
  - 3月15日 - 新潟県立糸魚川中学校として独立し、4月1日より開校することが認可される。
  - 3月20日 - 糸魚川町大町（現・市民会館の地）に新校舎完成。
- 1913年4月1日 - 県財政悪化のため廃校の動きがあり、郡立に移管して西頸城郡立糸魚川中学校となる。
- 1914年3月25日 - 県立に復帰し、ふたたび新潟県立糸魚川中学校となる。
- 1919年9月28日 - 新校歌制定（作詞：相馬御風、作曲：萩原太郎）。
- 1920年4月 - 農業科設置（1923年3月廃止）。
- 1931年4月 - 商業科設置。
- 1947年4月 - 併設中学校を設置。
- 1948年
  - 3月 - 帽章制定（葵の旧章に『高』の文字を入れる）。
  - 4月1日 - 学制改革のため新潟県立糸魚川高等学校（男子校）となる。
  - 5月19日 - 高校移行記念式。
- 1950年4月1日 - 新潟県立糸魚川女子高等学校と合併し男女共学の新潟県立糸魚川高等学校となる[4]。
- 1954年4月 - 校章制定（旧中学校章に『高』の文字を入れたもの）。
- 1955年1月 - 校歌を制定。
- 1961年4月1日 - 商業科を分離（現：新潟県立糸魚川白嶺高等学校）[5]。
- 1970年8月 - 新校地で普通教室第1期工事着工。
- 1971年3月 - 普通教室第1期工事完成。
- 1972年
  - 3月 - 特別教室棟第1期工事、体育館工事完成。同年4月8日より授業開始。
  - 9月1日 - 旧校舎で校舎移転記念式。
- 1973年9月 - 管理棟完成。
- 1975年9月 - 格技場完成。
- 1976年12月 - 第二管理棟完成。
- 1978年1月 - 小体育館竣工。
- 1980年9月 - プール竣工。
- 1997年10月 - 大体育館大規模改修工事竣工。
- 2003年10月 - 管理棟改修、補強工事。
- 2005年6月 - 普通教室棟冷房機設置。

#### 糸魚川女子高等学校
- 1907年9月1日 - 西頸城郡立女子職業学校として創立開校。
- 1912年4月1日 - 西頸城郡立糸魚川実科高等女学校となる。
- 1919年4月1日 - 組織変更により西頸城郡立糸魚川高等女学校となる。
- 1922年4月1日 - 県立移管により新潟県立糸魚川高等女学校となる。
- 1948年4月1日 - 学制改革により新潟県立糸魚川女子高等学校となる。
- 1950年3月31日 - 新潟県立糸魚川高等学校との統合により閉校。

## 教育組織
- 全日制課程
  - 普通科（3クラス）

## 教育目標
- 正しい判断力と豊かな心情を養い、勤倹力行の生活習慣を培う。
- 自主独立の精神を高め、個性の伸長をはかる。
- 基礎学力の向上に努めると共に創造性の高揚をめざす。
- 生徒としての自覚を通じ誠実な社会人となる資質を育成する。

## 校歌
- 『新潟県立糸魚川高等学校校歌』（作詞：相馬御風・作曲：荻原太郎）[6]

## 学校行事
- 4月 - 入学式
- 5月 - 遠足、中間考査
- 6月 - 葵（あおい）祭（体育祭）
- 7月 - 期末考査、クラスマッチ（球技大会）
- 10月 - 2年修学旅行、中間考査
- 11月 - マラソン大会 亀陵祭（文化祭）
- 12月 - 期末考査
- 1月 - 3年学年末考査、1年学校スキー
- 3月 - 1・2年学年末考査、卒業式

## 著名な出身者
- 伊藤敏博（シンガーソングライター）
- 川原彰（ストリートパフォーマー）
- 相馬皓（歴史家、歌舞伎研究者）
- 建部知弘（作曲家、編曲家）
- 野本佳夫（外交官）
- 横澤夏子（お笑い芸人、タレント）
- 米田徹（糸魚川市長、元糸魚川市議会議長、元糸魚川市議会議員）

### 著名な教員
- 中馬庚（旧制糸魚川中学校長、元野球選手）

## 交通
- JR西日本・えちごトキめき鉄道：糸魚川駅より徒歩30分
- えちごトキめき鉄道：えちご押上ひすい海岸駅より徒歩15分
- 糸魚川バス「糸魚川高校入口」バス停

 から徒歩5分
※バイク通学は届出制、一部の生徒のみ。

## 進学先地域
同校の発表に基づき、2017年（平成29年）度から2019年（令和元年）度までの3年度間における同校の卒業生の国公立大学および公立短期大学への合格者数（新卒に限る）を大学の所在地域別に分類し、一部を抜粋すると次の通りであった。
| 学校の所在地域 | 人数 |
| -------------- | ---- |
| 新潟県         | 27   |
| 新潟市         | 22   |
| 上越市         | 4    |
| 長岡市         | 1    |
| 北陸地方       | 22   |
| 富山県         | 14   |
| 石川県         | 6    |
| 福井県         | 2    |
| 山梨県         | 10   |
| 東北地方       | 8    |
| 関東地方       | 7    |
| 長野県         | 5    |
| 近畿地方       | 3    |